# Amphoe Chom Thong (Chiang Mai)

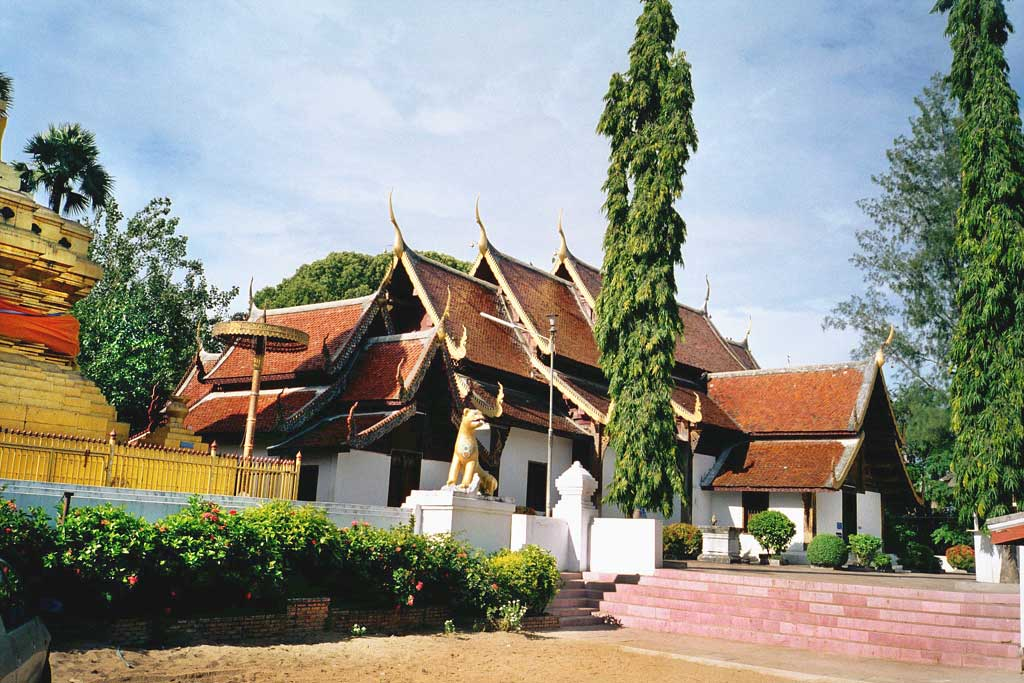
Wat Phrathat Si Chom Thong

Amphoe Chom Thong (thailändisch อำเภอ จอมทอง) ist ein Landkreis (Amphoe – Verwaltungs-Distrikt) im südlichen Teil der Provinz Chiang Mai in der Nordregion Thailands.

## Geographie
Benachbarte Distrikte (von Süden im Uhrzeigersinn): die Amphoe Hot, Mae Chaem, Mae Wang und Doi Lo der Provinz Chiang Mai, sowie die Amphoe Wiang Nong Long und Ban Hong der Provinz Lamphun.
Ein großer Teil des Bezirks wird von den Nationalparks Op Luang und Doi Inthanon eingenommen. Der Doi Inthanon, mit 2565 Metern der höchste Berg Thailands, befindet sich auf der Nordwestgrenze von Amphoe Chom Thong. Der östliche Teil des Bezirks wird vom Mae Nam Ping (Ping-Fluss) durchflossen.

## Sehenswürdigkeiten
- Wat Phrathat Si Chom Thong – einer der wichtigsten Tempel der Provinz, gegründet angeblich um 750, Wihan im Lan-Na-Stil mit einem Mondop, der die hochverehrte Reliquie Phra Boromathat Chom Thong enthält. Im thailändischen Volks-Buddhismus ist er ein beliebtes Pilgerziel für Menschen, die im Jahr der Ratte geboren sind.

## Verwaltung

### Provinzverwaltung
Der Landkreis Chom Thong ist in sechs Tambon („Unterbezirke“ oder „Gemeinden“) eingeteilt, die sich weiter in 103 Muban („Dörfer“) unterteilen.
| Nr. | Name       | Thai    | Muban | Einw.  |
| --- | ---------- | ------- | ----- | ------ |
| 03. | Ban Luang  | บ้านหลวง | 23    | 16.550 |
| 04. | Khuang Pao | ข่วงเปา  | 15    | 10.833 |
| 05. | Sop Tia    | สบเตี๊ยะ  | 21    | 12.407 |
| 06. | Ban Pae    | บ้านแปะ  | 20    | 12.042 |
| 07. | Doi Kaeo   | ดอยแก้ว  | 09    | 05.459 |
| 09. | Mae Soi    | แม่สอย   | 15    | 09.062 |

Hinweis: Die fehlenden Nummern (Geocodes) beziehen sich auf die Tambon, aus denen heute der Landkreis Doi Lo besteht.

### Lokalverwaltung
Es gibt sechs Kommunen mit „Kleinstadt“-Status (Thesaban Tambon) im Landkreis:
- Ban Luang (Thai: เทศบาลตำบลบ้านหลวง) bestehend aus Teilen des Tambon Ban Luang.
- Sop Tia (Thai: เทศบาลตำบลสบเตี๊ยะ) bestehend aus dem kompletten Tambon Sop Tia.
- Ban Pae (Thai: เทศบาลตำบลบ้านแปะ) bestehend aus dem kompletten Tambon Ban Pae.
- Doi Kaeo (Thai: เทศบาลตำบลดอยแก้ว) bestehend aus Teilen des Tambon Doi Kaeo.
- Mae Soi (Thai: เทศบาลตำบลแม่สอย) bestehend aus dem kompletten Tambon Mae Soi.
- Chom Thong (Thai: เทศบาลตำบลจอมทอง) bestehend aus den Teilen der Tambon Ban Luang, Khuang Pao, Doi Kaeo.

Außerdem gibt es eine „Tambon-Verwaltungsorganisationen“ (องค์การบริหารส่วนตำบล – Tambon Administrative Organizations, TAO)
- Khuang Pao (Thai: องค์การบริหารส่วนตำบลข่วงเปา) bestehend aus Teilen des Tambon Khuang Pao.